# Valerijanov memorandum
Valerijanov memorandum (naziv po episkopu Valerijanu, vikaru njegove svetosti Patrijarha Gavrila), službeni je dokument Srpske pravoslave crkve predan njemačkomu vojnom zapovjedniku Srbije, generalu Ludwigu von Schröderu, u Beogradu 9. srpnja 1941. godine. Njegov sadržaj je učinjen dostupnim široj javnosti i prezentiran diljem svijeta.
Memorandum optužuje Hrvate da su već do lipnja 1941. godine odgovorni za ubojstva 100.000 Srba u ND Hrvatskoj. Dopunjena verzija memoranduma, koja je u kolovozu 1941. godine podnijeta generalu Heinrichu Danckelmannu optužuje Hrvate za 180.000 pobijenih Srba u NDH, a brojka se do kraja rujna 1941. godine popela na 300.000 ubijenih.
Kopije memoranduma su odaslane izvan zemlje i, te je njegov sadržaj snažnom propagandom velikosrpske mreže razglašen po čitavom svijetu.
U memorandumu su iznesene tvrdnje da su već do kraja proljeća 1941. godine, primjerice, svi Srbi u kotarevima Imotski, Gospić, Glina, Grahovo, Korenica, Donji Lapac, Gračac i nizu drugih, pobijeni i istrijebljeni. To nije bilo točno, ali će se kod popisa stanovništva 1948. godine naprotiv pokazati da su na području kotara Korenica, Donji Lapac i Gračac tijekom II. svjetskog rata skoro posve istrijebljeni Hrvati.
SPC, koja je u samoj Srbiji vrlo spremno kolaborirala s njemačkim okupatorom, osim tog memoranduma objavila je i zapadnim vladama u suradnji s izbjegličkom vladom Kralja Petra II. dostavljala osim Valerijanovog memoranduma i druge dokumente u kojima se okrivljuje NDH i Katoličku Crkvu u Hrvatskoj, uvijek uz obilje neistina.

## Svrhe i posljedice memoranduma
Stjepan Lozo, koji se ekstenzivno pozabavio nastankom i učincima Valeranijavog memoranduma, ocjenjuje da je cilj njegovih pisaca da se četništvo, tj. provođenje velikosrpskog projekta ponudi kao jedini prihvatljivi oblik zaštite opstanka srpstva, te su zahvaljujući baš drastičnoj propagandi kojoj je taj službeni dokument SPC posluži, četnički (crnorukaški) elementi preuzeli glavnu riječ u izbjegličkoj vladi kralja Petra II. Karađorđevića u Londonu, a zapovjednik četnika na terenu Draža Mihailović imenovan je ministrom obrane u toj vladi - čime su četnici legitimirani kao snage Saveznika na tlu okupirane Europe.
Lozo ukazuje da su autori Valerijanovog memoranduma tako - nakon što su srpski ustanici u lipnju i srpnju 1941. godine uz podršku talijanskih okupatora pobili i protjerali sve Hrvate u Kotaru Donji Lapac - pisali da su, naprotiv, Hrvati istrijebili sve Srbe u tom kotaru. Iznosi primjere iz srednje Dalmacije, gdje da nije bilo nikakvih zločina nad Srbima u većem broju sela koje su oni ondje nastanjivali, ali su tijekom rata četnici počinili masovne zločine nad Hrvatima na istom području, primjerice na Biokovu, Mosoru i Kamešnici.
Stjepan Lozo u kontekstu izučavanja teza o zločinima nad Srbima koje su sadržane u Valerijanovom memorandumu ne izučava osobito teror divljih ustaša tijekom 1941. godine, o kojemu je oštro pisao čak i Slavko Kvaternik, šef Ustaške vojnice; makar argumentirano progovara da su podatci o broju pobijenih Srba iz Valerijanovog memoranduma jako preuveličani. Sam Valerijanov memorandum Lozo prepoznaje kao početak uspješnog protuhrvatskog "strateškog klevetanja", koje će se u kasnijim desetljećima nastaviti fabriciranjem drugih optužbi radi dokazivanja "genocidnosti" Hrvata.
Nakon što je Valerijanov memorandum priopćen 1941. u zemljama Zapada, bilježi se rast netrpeljivosti između Srba i Hrvata primjerice u Kanadi i SAD-u.

## Vanjske poveznice
- Velikosrpski projekti
- Titova kolaboracija